# Земя Ендърби
Земя Ендърби (на английски: Enderby Land) е територия от Източна Антарктида, простираща се между 65°45’ и 67°50’ ю.ш. и 44°40’ и 60° и.д., покрай Индийския сектор на Южния океан. На запад граничи със Земя кралица Мод, а на изток – със Земя Мак. Робъртсън. Източната ѝ част носи вазванието Бряг Кемп.

## Географска характеристика

### Брегове
Бреговата линия на Земя Ендърби е силно разчленена, като за разлика от останалата част на Антарктида, тя е почти лишена от шелфови ледници. Западната ѝ част между 44°40’ и 53°50’ и.д. (нос Батърби) попада в акваторията на море Космонавти. Бреговете са силно разчленени от три големи залива Алашеев, Кейси (Лена) и Амундсен и множество по-малки вторични – Фрид, Спунер, Хмари, Адамс фиорд и др., в които има малки шелфови ледници – Ханан, Зъбчат, Уайърс и др. Между големите заливи далеч навътре се вдават полуостровите Боршчевски, Танг и Сакелари. Тук най-голям остров е Витьо.
В средната част на Земя Ендърби на повече от 100 km навътре в океана се вдава обширния полуостров Вернадски, в източната част на който се намира по-малкия полуостров Еустнес. Крайбрежието на полуостров Вернадски е слабо разчленено, като по-големи са заливите Фидел Кастро, Копвик, Уилер, Магнет и др. и малкия остров Прокламейшън. 
Източната ѝ част между 56° и 60° и.д. попада в акваторията на море Съдружество, като тук бреговата линия отново е силно разчленена. На запад е големия залив Едуард VІІІ, а на изток следват Гуин, Стефансон, Уилям Скорсби и др.

### Релеф
Земя Ендърби е изцяло е покрита с континентален леден щит, дебелината на който на юг достига до 2000 – 2500 m. Над него стърчат отделни оголени върхове и нунатаки на значителни планински масиви. От запад на изток последователно се редуват планините Най (1662 m), Скот (1747 m), Накин (2125 m), Дисмал (2050 m) и Хансен (2160 m). На големия полуостров Вернадски се издигат няколко планински хребета – Тюл (1299 m) на запад, Бърд (1466 m) и Шварц на изток, а централната му част е заета от планината Нейпир с най-високата точка на Земя Ендърби – връх Йокелен 2300 m.

### Континентални ледници
От планинските масиви разположени в близост до крайбрежието се спускат множество континентални ледници, които завършват или в малките шелфови ледници или в заливите. От запад на изток се редуват ледниците: Карнебреен, Кемпбъл, Хейс, Асендер, Мол, Каченсайд, Рейнър, Тайер, Остер, Бивер, Ситън, Уилма, Робърт, Косгров, Диверс и др.

## Историческа справка
Земя Ендърби е открита на 24 февруари 1831 г. от английската антарктическа експедиция, възглавявана от Джон Биско. Новооткрития бряг той наименува Земя Ендърби в чест на спонсора на експедицията китобойния магнат Самуел Ендърби. Впоследствие останалите бреговете и вътрешността на Земя Ендърби са открити, изследвани и топографски заснети от няколко други експедиции с ръководители: 1833 г. Питър Кемп, 1930 г. Дъглас Моусън, 1936 – 1937 г. Ларс Кристенсен, 1956 – 1957 г. участниците във 2-рата Съветска антарктическа експедиция и други.